# Centrale idroelettrica di Timpagrande
La centrale idroelettrica di Timpagrande è situata nel comune di Cotronei (KR).

## Caratteristiche
Si tratta di una centrale che sfrutta il secondo salto del sistema Neto-Tacina, a partire da alcuni bacini imbriferi della Sila.
Le acque sono raccolte a quota 1300 m, nei serbatoi Arvo e Ampollino mentre le acque sono restituite al fiume Neto.
L'impianto, inizialmente realizzato nel 1927 dalla Società Meridionale di Elettricità, è stato ammodernato sempre dalla medesima società nel 1962 con l'installazione di un gruppo Pelton ad asse verticale, da 75 MW. Successivamente la società Enel ha aggiunto altri due gruppi Pelton/alternatore, della potenza di 64 MW ciascuno.